# Operacija Pajkova mreža
Operacija Pajkova mreža (ukrajinsko Операція «Павутина», latinizirano: Operacija Pavutyna) je bila posebna vojaška operacija med rusko invazijo na Ukrajino, v kateri je Varnostna služba Ukrajine (VSU) z brezpilotnimi letalniki globoko v Rusiji napadla in uničila večje število strateških bombnikov letalstva Rusije in tudi druga letala. Napadi so bili istočasno izvedeni v petih letalskih bazah (Bela, Djagilevo, Ivanovo, Olenja in Ukrajinka), ki so med seboj oddaljene več tisoč kilometrov.
Po poročanju VSU je bilo v napadu uporabljenih 117 brezpilotnih letal s pogledom iz prve osebe (FPV - first person view), ki so poškodovala ali uničila 41 ruskih letal. Satelitski posnetki ter posnetki brezpilotnikov so potrdili uničenje ali poškodovanje vsaj 8 bombnikov Tu-95, 7-12 bombnikov Tu-22, 2 letali za zgodnje opozarjanje A-50, in 1 transportno letalo An-12. Uničenje letal predstavlja izgubo velikega dela ruskih (delujočih) strateških bombnikov.

## Priprave
Ukrajinski predsednik Volodimir Zelenski je dejal, da je od začetka načrtovanja do izvedbe operacije minilo 18 mesecev in 9 dni. Združene države niso bile vnaprej obveščene o napadih. Po navedbah ukrajinskih virov je načrt za posebno vojaško operacijo delo vodje VSU Vasilija Maljuka in njegovega osebja, osebno pa je bil vključen tudi predsednik Zelenski.
Uporabljeni brezpilotniki so bili nizkocenovni kvadrokopterji Osa ukrajinske izdelave, katerih nosilnost je približno 3,5 kg. Brezpilotniki si po delih pretihotapili v Rusijo in tam sestavili. Baza operacije je bila v Čeljabinsku. Letalnike do nato skrili v strehe mobilnih hišk, ki so bile izdelane iz ladijskih zabojnikov in niso vzbujale sumov med transportom na tovornjakih.
VSU je objavila fotografije priprave dronov v Čeljabinsku. Zabojnike so naložili na tovornjake in najeli voznike (ki niso bili povezani z operacijo), da so jih pripeljali do tarč napadov, tudi več 1000 km stran. Ko so se vozniki približali ciljem, je vsak voznik prejel telefonski klic, v katerem so mu povedali, kje se mora ustaviti. Takoj ko se je tovornjak ustavil, se je z ukazom z daljave streha zabojnikov odprla in droni so zaporedoma vzleteli iz svojega skrivališča. V enem primeru so šokirani Rusi drone, ki so vzletali z enega od tovornjakov, napadli s palicami, kamenjem in streli.
Ruske oblasti so za delovanje v Rusiji osumile 37-letnega ukrajinskega državljana, ki se je oktobra 2024 preselil v Čeljabinsk in tam odprl podjetje, katerega tovornjaki so bili nato uporabljeni za dostavo dronov.
Letalnike so vodili do njihovih ciljev na daljavo z uporabo odprtokodne programske opreme ArduPilot. Zelenski je dejal, da je imel vsak letalnik svojega pilota. Po mnenju analitikov so bili letalniki zmožni natančne navigacije z metodo sledenja fiksnih točk ter tako odporni na poskuse motenja signalov. Podatkovna povezava je bila najverjetneje vzpostavljena preko lokalnih telekomunikacijskih omrežij. Hkrati je bila v letalnikih zaradi podatkovnega zamika in možnih motenj uporabljena umetna inteligenca.
Podatke, uporabljene za učenje umetne inteligence (podobe tarč - letal), so pridobili v muzeju strateškega letalstva v Poltavi, ki ima primerek Tu-22M3.
Ukrajinski viri so povedali, da so bili agenti, ki so pripravljali operacijo na ruskem ozemlju, evakuirani v domovino pred začetkom napadov.

## Napadi
Napadenih je bilo pet ruskih letalskih oporišč: Bela, Djagilevo, Ivanovo in Olenja. VSU je poročal o 40 zadetih letalih, vključno s strateškimi bombniki Tu-160, Tu-95 in Tu-22M ter letali za zgodnje opozarjanje A-50. VSU je kmalu po napadu objavil prve posnetke letalnikov. Eden izmed posnetkov je prikazal pristanek letalnika na krilu bombnika Tu-95 blizu rezervoarjev za gorivo. Letalniki so z veliko natančnostjo napadali znane šibke točke letal: rezervoarje za gorivo v krilih. Na posnetkih, ki jih je objavila VSU, je vidno uničenje bombnikov Tu-95, ki so imeli pod krili naložene rakete H-101, kar je dokaz, da so bila letala pripravljena za nove raketne napade na Ukrajino (letala navadno oborožijo šele neposredno pred napadi).
Takoj po napadih je ruski režim razglasil izredne razmere na letalskih oporiščih Engels in Morozovsk, ki nista bili napadeni.
Zelenski je kmalu po napadu sporočil, da se je baza za operacijo nahajala v bližini pisarne ruske FSB in da je bilo zadetih 34 % ruskih strateških bombnikov, ki jih še premore Rusija.

### Olenja
Maja 2025 so mediji poročali o namestitvi strateških bombnikov v letalski bazi Olenja, južno od Murmanska. Po podatkih projekta AviVector sta bila 26. maja tam nameščena dva Tu-95MS, trije Tu-160 in dva Su-34.
Napad na Olenjo je bil izveden z letalniki, ki so bili izstreljeni s tovornjaka, ki je parkiral na bližnji bencinski črpalki. Slišati je bilo vsaj 10 eksplozij. Oblasti so javnosti prepovedale vstop v Olenegorsk ali izstop iz njega. Prebivalci Olenegorska so poročali o eksplozijah in požaru, na internetu pa ja bil tudi objavljen posnetek na katerem so vidni veliki požari. Ruski mediji so poročali o napadu v Olenji, vendar so trdili, da je zračna obramba delovala.
Po analizah iz prosto dostopnih virov, so bili v Olenji uničeni najmanj 4 bombniki Tu-95 in eno transportno letalo An-12.

### Ivanovo Severni
Do napada je prišlo na letališču Ivanovo Severni blizu Ivanova, vendar lokalne oblasti o njem niso poročale. Baza Ivanovo je bila pred tem nazadnje napadena 23. maja 2025. Po poročanju časopisa The Moscow Times je bil najverjetneje zadet A-50. The Daily Telegraph je 3. junija poročal, da so si ogledali triminutni videoposnetek, ki prikazuje, kako sta bili zadeti radarski kupoli dveh letal A-50 v Ivanovem. Ukrajinska varnostna služba je nato ta videoposnetek javno objavila 4. junija. Na njem brezpilotnika pristaneta na radarjih dveh A-50. Ni jasno, ali so bili poškodovani A-50 v uporabnem stanju, saj je en izmed njiju imel manjkajoč motor. Radarji A-50 so za razliko od samih letal v nekdanji sovjetski republiki Rusiji skoraj nenadomestljivi.

### Ukrajinka
Napad na letalsko oporišče Ukrajinka (blizu Seriševa v Amurski oblasti) ni uspel, saj se je tovornjak z droni vnel in eksplodiral pred izvedbo napada.

### Bela
Na letalsko oporišče Bela v Irkutski oblasti je bil izveden napad, kar so potrdili tudi lokalni prebivalci in guverner Igor Kobzev, ki je dejal, da je prišlo do "padca predmeta na staro stavbo". Tako kot v Olenji so drone izstrelili iz tovornjakov. Napad na Belo je predstavljal prvi ukrajinski napad v Sibiriji. V letalski bazi je nameščen 200. gardijski težkobombni polk, ki nadzira strateške bombnike Tu-22M3. Guverner je pokazal posnetek na katerem je viden oblak dima. Po podatkih projekta AviVector je bilo dan pred napadom v letalski bazi nameščenih 52 strateških letal (35 bombnikov Tu-22M3, 6 bombnikov Tu-95 MS in 7 bombnikov Tu-160), 30 lovcev MiG-31 ter 8 pomožnih in transportnih letal.
2. junija je analiza komercialnih satelitskih fotografij potrdila najmanj tri uničene bombnike Tu-95, enega potencialno poškodovanega Tu-95, uničen bombnik Tu-22M3 in tri potencialno uničene bombnike Tu-22M3. 4. junija je skupna analiza sintetičnega aperturnega radarja in satelitskih posnetkov Maxar potrdila uničenje 4 letal Tu-22M3, 3 letal Tu-95MS ter enega potencialno poškodovanega Tu-95MS.

### Djagilevo
Napadeno je bilo letališče Djagilevo Rjazana. Lokalni guverner je napad potrdil in trdil, da je del sestreljenega letalnika poškodoval streho stanovanjske stavbe, pri čemer ni bilo poškodovanih. Poročali so o najmanj sedmih eksplozijah. Bombnika Tu-95MS in Tu-22M3, ki sta bila tam nameščena, nista bila zadeta; požgana je bila le trava.

### Skupni rezultati napada
| Tu-95  | Tu-95 | Tu-22M3 | An-12  | A-50            | Letala               |
| ------ | ----- | ------- | ------ | --------------- | -------------------- |
| Olenja | Bela  | Bela    | Olenja | Ivanovo Severni | Skupaj               |
| 4      | 3–4   | 4       | 1      | 2 (napadena)    | 12 - 13 + 2 napadena |

## Posledice
Ukrajinski uradniki so sporočili, da so z napadi poškodovali tretjino ruskih strateških bombnikov, katerih vrednost je ocenjena na približno 7 milijard €,  z brezpilotnimi letalniki v vrednosti 2000 €. Institute for the Study of War je v svoji začetni analizi ugotovil, da je bila ruska zmogljivost izstrelitve raket dolgega dosega in brezpilotnih letalnikov v Ukrajino morda vsaj začasno omejena. Bombnika Tu-95MS in Tu-22M3 sta že desetletja umaknjena iz proizvodnje in ju ni mogoče nadomestiti. Rusija ne proizvaja sodobnih bombnikov. Zdi se, da so strateške jedrske zmogljivosti letalstva dolgega dosega močno oslabljene. Wall Street Journal je namignil, da bi neuspeh ruskinh obveščevalnih služb pri preprečevanju napadov lahko vplival na paranojo ruskega predsednika Vladimirja Putina in privedel do še več čistk v njihovih obveščevalnih službah.
Rusko ministrstvo za obrambo je trdilo, da je posebna operacija »teroristični napad«. Pri tem so omenili napade na letalske baze v petih regijah Rusije, hkrati pa trdili, da so bili v treh regijah »odbiti«. Potrdili so poškodbe letal v letalskih bazah Olenja in Bela.
TASS je poročal, da bo policija zaslišala voznika enega izmed tovornjakov. Rusko obrambno ministrstvo je trdilo, da v napadih, ki so jih priznali v regijah Murmansk in Irkutsk, ni bilo žrtev in da je bilo aretiranih več "udeležencev", čeprav je Zelenski dejal, da so bili vsi operativci že predhodno varno umaknjeni iz Rusije. BBC je, sklicujoč se na nepreverjena poročila ruskega Telegram kanala Baza, znanega po povezavah z ruskimi varnostnimi službami, poročal, da so vozniki tovornjakov z letalniki pripovedovali podobne zgodbe o dostavljanju domnevnih lesenih hišic, pri čemer so navodila o tem, kje parkirati tovornjake, prejemali po mobilnem telefonu. Voznik, ki ga je intervjuvala ruska državna tiskovna agencija Ria Novosti, je povedal, da so njega in druge voznike letalniki presenetili in da so jih poskušali zadeti s kamni.
Članek, ki ga je objavil ruski portal Pravda.ru, je poudaril, da bi napadi na letala, ki so del jedrske trojice, lahko spodkopljejo učinkovitost ruskih jedrskih sil in da »v skladu z 'Osnovnimi načeli državne politike Ruske federacije o jedrskem odvračanju' takšna dejanja spadajo pod pogoje, ki lahko upravičijo uporabo jedrskega orožja«.
6. junija 2025 so ukrajinske zračne sile sporočile, da je Rusija prejšnjo noč v raketnih napadih uporabila bombnike Tu-160, ki jih pred tem niso, kar dokazuje, da so bili v to prisiljeni zaradi izgub zaradi operacije Pajkova mreža. Poleg tega je poročilo v Newsweeku navedlo, da je Rusija premaknila svoje strateške bombne sile dlje proti vzhodu, da bi morda zmanjšala tveganje nadaljnjih napadov.

## Analiza
Po poročanju Financial Times so poškodovana in uničena letala predstavljala približno 20 % ruske flote dolgega letalstva, ki je v sodobnem času še delujoč. Proizvodnja številnih uničenih in poškodovanih tipov letal, kot sta Tu-95 in Tu-22M3, se je ustavila že več desetletij nazaj, pred razpadom Sovjetske zveze leta 1991, zaradi česar jih je nemogoče zamenjati in izjemno težko popraviti. Vojaški strokovnjak William Alberque je dejal, da bi lahko nadomestitev teh izgub trajala leta ali celo desetletja in da bi napadi Rusijo prisilili, da svojo floto bombnikov razprši po več letaliških bazah, kar bi zmanjšalo njeno sposobnost izvajanja obsežnih napadov, katerih cilj je premagati ukrajinsko zračno obrambo. Fabian Hoffmann z Univerze v Oslu je komentiral, da je bila izguba napadenih bombnikov še posebej škodljiva, saj je šlo za letala v najboljšem stanju, velik del uradno operativne flote je na popravilih.
Kolumnist Wall Street Journala Bernard-Henri Lévy je operacijo primerjal z izraelskimi napadi na borce Hezbolaha s telefonskimi pozivniki in jo opisal kot eno najbolj iznajdljivih vojaških operacij v zgodovini, ki jo bodo preučevali še dolgo. Nadalje je dejal, da je operacija Rusiji zadala enega največjih udarcev med njeno invazijo na Ukrajino, poleg potopitve vojne ladje Moskva leta 2022 in napada na Krimski most, umika ruske črnomorske flote v Novorosijsk in ofenzive pri Kursku leta 2024.

## Galerija
- Goreči Tu-95 v Olenji
- Napad na Tu-22M3 v Beli
- Napad na letalsko oporišče Bela
- Napad na Tu-22M3 v Djagilovem
- Napad na A-50 v Ivanovo Severni